# Carlos Bocanegra
Carlos Manuel Bocanegra (Upland, 25 maggio 1979) è un dirigente sportivo ed ex calciatore statunitense, di ruolo difensore.

## Biografia
È nato ad Upland, California, da padre messicano, e ha frequentato la Alta Loma High School.

## Caratteristiche tecniche
Di ruolo difensore centrale, poteva giocare anche come terzino sinistro. Era forte fisicamente oltreché abile nelle letture del gioco.

## Carriera

### Club
Dopo aver giocato a calcio all'UCLA, Bocanegra firmò un contratto con la MLS, venendo scelto dai Chicago Fire come quarta scelta assoluta nel SuperDraft 2000. Vinse quindi il premio di Rookie of the Year e con i Fire la US Open Cup. Si affermò subito come uno dei migliori difensori della MLS, diventando il primo giocatore ad essere nominato MLS Defender of the Year per due volte, nel 2002 e nel 2003. In quattro anni in MLS segnò cinque gol e fornì otto assist.
Nel gennaio 2004 Bocanegra è stato messo sotto contratto dal Fulham, squadra della Premier League. Con il Fulham ha giocato come difensore centrale e laterale, ma anche come centrocampista difensivo. Nella stagione 2006-2007 è stato il secondo miglior realizzatore del Fulham, dopo il connazionale Brian McBride. Il 1º settembre 2007 ha vestito per la prima volta la fascia di capitano del Fulham, in occasione di un 3-3 con il Tottenham Hotspur, mentre il 15 settembre 2007 ha fatto la sua 100ª apparizione in Premier League, in un match con il Wigan Athletic.
È passato al Rennes nel giugno 2008, mentre nel giugno 2010 si è trasferito al Saint-Étienne.
Il 18 agosto 2011 il difensore statunitense lascia la Francia per trasferirsi in Scozia nei Rangers, con cui ha firmato un biennale.
A causa del fallimento del club nel 2012, manifesta l'intenzione di rescindere il contratto insieme ai compagni di squadra Dorin Goian e Maurice Edu, con i quali, tuttavia, rimarrà nella squadra scozzese nonostante la retrocessione in Scottish Third Division.
Il 31 agosto 2012 viene ceduto in prestito al Racing Santander.
Il 2 luglio 2013 fa ritorno in patria, venendo ingaggiato dal Chivas USA. A fine stagione si ritira dal calcio giocato.

### Nazionale
Bocanegra ha giocato per gli Stati Uniti ai Mondiali U-20 del 1999, guadagnandosi poi la prima convocazione in nazionale maggiore il 9 dicembre 2001, in una gara contro la Corea del Sud, in cui subentrò nella ripresa. Dopo non essere stato convocato per i Mondiali 2002, nel 2003 si affermò come membro titolare della difesa, posizione resa ancor più solida dopo le prestazioni alla Gold Cup 2003: nell'anno solare 2003 fu il difensore con più presenze nella nazionale a stelle e strisce, con 13 match. Nel 2005, in occasione delle qualificazioni ai campionato del mondo 2006, il suo ruolo in nazionale variò più volte, da difensore centrale a laterale. Il 2 maggio 2006 Bocanegra venne incluso nella lista dei convocati per i Mondiali in Germania: il mese dopo giocò da titolare due delle tre partite degli USA ai campionato del mondo 2006.
Bocanegra capitanò per la prima volta la sua nazionale in un'amichevole con la Cina giocata il 2 giugno 2007 e terminata 4-1 per gli Stati Uniti; vestì di nuovo la fascia di capitano contro Guatemala, Panama, Canada e Messico nella Gold Cup 2007. Bocanegra è uno dei candidati a essere capitano permanente degli USA: insieme a Oguchi Onyewu, DaMarcus Beasley, Landon Donovan e Tim Howard, è uno dei giocatori a cui il CT Bob Bradley ha chiesto di assumere un ruolo più importante nella guida della squadra. Il 9 settembre 2007, in un match con il Brasile, Carlos Bocanegra ha segnato il suo ottavo gol con la maglia degli Stati Uniti e il secondo della sua carriera contro i verdeoro.
In 11 anni con la selezione statunitense ha disputato 110 partite realizzando 14 reti, che lo rendono il difensore più prolifico nella storia degli USA.

## Statistiche

### Presenze e reti nei club
Statistiche aggiornate al 21 luglio 2014.
| Stagione        | Squadra         | Campionato      | Campionato | Campionato | Coppe nazionali | Coppe nazionali | Coppe nazionali | Coppe continentali | Coppe continentali | Coppe continentali | Altre coppe | Altre coppe | Altre coppe | Totale | Totale |
| Stagione        | Squadra         | Comp            | Pres       | Reti       | Comp            | Pres            | Reti            | Comp               | Pres               | Reti               | Comp        | Pres        | Reti        | Pres   | Reti   |
| --------------- | --------------- | --------------- | ---------- | ---------- | --------------- | --------------- | --------------- | ------------------ | ------------------ | ------------------ | ----------- | ----------- | ----------- | ------ | ------ |
| 2013            | Chivas USA      | MLS             | 12         | 0          | USOC            | 0               | 0               | -                  | -                  | -                  | -           | -           | -           | 12     | 0      |
| 2014            | Chivas USA      | MLS             | 18         | 0          | USOC            | 0               | 0               | -                  | -                  | -                  | -           | -           | -           | 18     | 0      |
| Totale carriera | Totale carriera | Totale carriera | 30         | 0          |                 | 0               | 0               |                    | -                  | -                  |             | -           | -           | 30     | 0      |

### Cronologia presenze e reti in nazionale
| Cronologia completa delle presenze e delle reti in nazionale ― Stati Uniti | Cronologia completa delle presenze e delle reti in nazionale ― Stati Uniti | Cronologia completa delle presenze e delle reti in nazionale ― Stati Uniti | Cronologia completa delle presenze e delle reti in nazionale ― Stati Uniti | Cronologia completa delle presenze e delle reti in nazionale ― Stati Uniti | Cronologia completa delle presenze e delle reti in nazionale ― Stati Uniti | Cronologia completa delle presenze e delle reti in nazionale ― Stati Uniti | Cronologia completa delle presenze e delle reti in nazionale ― Stati Uniti |
| Data                                                                       | Città                                                                      | In casa                                                                    | Risultato                                                                  | Ospiti                                                                     | Competizione                                                               | Reti                                                                       | Note                                                                       |
| -------------------------------------------------------------------------- | -------------------------------------------------------------------------- | -------------------------------------------------------------------------- | -------------------------------------------------------------------------- | -------------------------------------------------------------------------- | -------------------------------------------------------------------------- | -------------------------------------------------------------------------- | -------------------------------------------------------------------------- |
| 9-12-2001                                                                  | Seogwipo                                                                   | Corea del Sud                                                              | 1 – 0                                                                      | Stati Uniti                                                                | Amichevole                                                                 | -                                                                          | 46’                                                                        |
| 18-1-2002                                                                  | Pasadena                                                                   | Stati Uniti                                                                | 2 – 1                                                                      | Corea del Sud                                                              | Gold Cup 2002 - 1º turno                                                   | -                                                                          |                                                                            |
| 20-1-2002                                                                  | Pasadena                                                                   | Cuba                                                                       | 1 – 0                                                                      | Stati Uniti                                                                | Gold Cup 2002 - 1º turno                                                   | -                                                                          | 70’                                                                        |
| 27-1-2002                                                                  | Pasadena                                                                   | Stati Uniti                                                                | 4 – 0                                                                      | El Salvador                                                                | Gold Cup 2002 - Quarti di finale                                           | -                                                                          | 46’                                                                        |
| 30-1-2002                                                                  | Pasadena                                                                   | Canada                                                                     | 0 – 0 dts (2 – 4 dtr)                                                      | Stati Uniti                                                                | Gold Cup 2002 - Semifinale                                                 | -                                                                          |                                                                            |
| 2-2-2002                                                                   | Pasadena                                                                   | Stati Uniti                                                                | 2 – 0                                                                      | Costa Rica                                                                 | Gold Cup 2002 - Finale                                                     | -                                                                          |                                                                            |
| 17-11-2002                                                                 | Washington                                                                 | Stati Uniti                                                                | 2 – 0                                                                      | El Salvador                                                                | Amichevole                                                                 | -                                                                          |                                                                            |
| 18-1-2003                                                                  | Fort Lauderdale                                                            | Stati Uniti                                                                | 4 – 0                                                                      | Canada                                                                     | Amichevole                                                                 | 1                                                                          |                                                                            |
| 8-2-2003                                                                   | Miami                                                                      | Stati Uniti                                                                | 0 – 1                                                                      | Argentina                                                                  | Amichevole                                                                 | -                                                                          | 71’ 90’                                                                    |
| 12-2-2003                                                                  | Kingston                                                                   | Giamaica                                                                   | 1 – 2                                                                      | Stati Uniti                                                                | Amichevole                                                                 | 1                                                                          |                                                                            |
| 29-3-2003                                                                  | Seattle                                                                    | Stati Uniti                                                                | 2 – 0                                                                      | Venezuela                                                                  | Amichevole                                                                 | -                                                                          |                                                                            |
| 8-5-2003                                                                   | Houston                                                                    | Stati Uniti                                                                | 0 – 0                                                                      | Messico                                                                    | Amichevole                                                                 | -                                                                          |                                                                            |
| 8-6-2003                                                                   | Richmond                                                                   | Stati Uniti                                                                | 2 – 1                                                                      | Nuova Zelanda                                                              | Amichevole                                                                 | -                                                                          | 63’                                                                        |
| 21-6-2003                                                                  | Lione                                                                      | Brasile                                                                    | 1 – 0                                                                      | Stati Uniti                                                                | Conf. Cup 2003 - 1º turno                                                  | -                                                                          | 79’                                                                        |
| 23-6-2003                                                                  | Lione                                                                      | Stati Uniti                                                                | 0 – 0                                                                      | Camerun                                                                    | Conf. Cup 2003 - 1º turno                                                  | -                                                                          |                                                                            |
| 6-7-2003                                                                   | Columbus                                                                   | Stati Uniti                                                                | 2 – 0                                                                      | Paraguay                                                                   | Amichevole                                                                 | -                                                                          |                                                                            |
| 12-7-2003                                                                  | Foxborough                                                                 | Stati Uniti                                                                | 2 – 0                                                                      | El Salvador                                                                | Gold Cup 2003 - 1º turno                                                   | -                                                                          |                                                                            |
| 14-7-2003                                                                  | Foxborough                                                                 | Stati Uniti                                                                | 2 – 0                                                                      | Martinica                                                                  | Gold Cup 2003 - 1º turno                                                   | -                                                                          |                                                                            |
| 23-7-2003                                                                  | Miami                                                                      | Brasile                                                                    | 2 – 1 dts                                                                  | Stati Uniti                                                                | Gold Cup 2003 - Semifinale                                                 | 1                                                                          | 85’                                                                        |
| 26-7-2003                                                                  | Miami                                                                      | Stati Uniti                                                                | 3 – 2                                                                      | Costa Rica                                                                 | Gold Cup 2003 - Finale 3º posto                                            | 1                                                                          |                                                                            |
| 18-2-2004                                                                  | Amsterdam                                                                  | Paesi Bassi                                                                | 1 – 0                                                                      | Stati Uniti                                                                | Amichevole                                                                 | -                                                                          |                                                                            |
| 13-3-2004                                                                  | Miami                                                                      | Stati Uniti                                                                | 1 – 1                                                                      | Haiti                                                                      | Amichevole                                                                 | -                                                                          |                                                                            |
| 31-3-2004                                                                  | Płock                                                                      | Polonia                                                                    | 0 – 1                                                                      | Stati Uniti                                                                | Amichevole                                                                 | -                                                                          | 52’                                                                        |
| 2-6-2004                                                                   | Foxborough                                                                 | Stati Uniti                                                                | 4 – 0                                                                      | Honduras                                                                   | Amichevole                                                                 | -                                                                          | 72’                                                                        |
| 13-6-2004                                                                  | Columbus                                                                   | Stati Uniti                                                                | 3 – 0                                                                      | Grenada                                                                    | Qual. Mondiali 2006                                                        | -                                                                          |                                                                            |
| 11-7-2004                                                                  | Chicago                                                                    | Stati Uniti                                                                | 1 – 1                                                                      | Polonia                                                                    | Amichevole                                                                 | 1                                                                          |                                                                            |
| 18-8-2004                                                                  | Kingston                                                                   | Giamaica                                                                   | 1 – 1                                                                      | Stati Uniti                                                                | Qual. Mondiali 2006                                                        | -                                                                          |                                                                            |
| 4-9-2004                                                                   | Foxborough                                                                 | Stati Uniti                                                                | 2 – 0                                                                      | El Salvador                                                                | Qual. Mondiali 2006                                                        | -                                                                          |                                                                            |
| 8-9-2004                                                                   | Panama                                                                     | Panama                                                                     | 1 – 1                                                                      | Stati Uniti                                                                | Qual. Mondiali 2006                                                        | -                                                                          |                                                                            |
| 13-10-2004                                                                 | Washington                                                                 | Stati Uniti                                                                | 6 – 0                                                                      | Panama                                                                     | Qual. Mondiali 2006                                                        | -                                                                          |                                                                            |
| 9-2-2005                                                                   | Port of Spain                                                              | Trinidad e Tobago                                                          | 1 – 2                                                                      | Stati Uniti                                                                | Qual. Mondiali 2006                                                        | -                                                                          |                                                                            |
| 27-3-2005                                                                  | Città del Messico                                                          | Messico                                                                    | 2 – 1                                                                      | Stati Uniti                                                                | Qual. Mondiali 2006                                                        | -                                                                          | 75’                                                                        |
| 30-3-2005                                                                  | Birmingham                                                                 | Stati Uniti                                                                | 2 – 0                                                                      | Guatemala                                                                  | Qual. Mondiali 2006                                                        | -                                                                          |                                                                            |
| 28-5-2005                                                                  | Chicago                                                                    | Stati Uniti                                                                | 1 – 2                                                                      | Inghilterra                                                                | Amichevole                                                                 | -                                                                          | 73’                                                                        |
| 4-6-2005                                                                   | Salt Lake City                                                             | Stati Uniti                                                                | 3 – 0                                                                      | Costa Rica                                                                 | Qual. Mondiali 2006                                                        | -                                                                          |                                                                            |
| 8-6-2005                                                                   | Panama                                                                     | Panama                                                                     | 0 – 3                                                                      | Stati Uniti                                                                | Qual. Mondiali 2006                                                        | 1                                                                          | 27’                                                                        |
| 8-10-2005                                                                  | San Juan de Tibás                                                          | Costa Rica                                                                 | 3 – 0                                                                      | Stati Uniti                                                                | Qual. Mondiali 2006                                                        | -                                                                          | 50’ 75’                                                                    |
| 12-11-2005                                                                 | Glasgow                                                                    | Scozia                                                                     | 1 – 1                                                                      | Stati Uniti                                                                | Amichevole                                                                 | -                                                                          | 80’                                                                        |
| 1-3-2006                                                                   | Kaiserslautern                                                             | Stati Uniti                                                                | 1 – 0                                                                      | Polonia                                                                    | Amichevole                                                                 | -                                                                          | 46’ 86’                                                                    |
| 26-5-2006                                                                  | Cleveland                                                                  | Stati Uniti                                                                | 2 – 0                                                                      | Venezuela                                                                  | Amichevole                                                                 | -                                                                          | 45’, 82’                                                                   |
| 17-6-2006                                                                  | Kaiserslautern                                                             | Italia                                                                     | 1 – 1                                                                      | Stati Uniti                                                                | Mondiali 2006 - 1º turno                                                   | -                                                                          |                                                                            |
| 22-6-2006                                                                  | Norimberga                                                                 | Ghana                                                                      | 2 – 1                                                                      | Stati Uniti                                                                | Mondiali 2006 - 1º turno                                                   | -                                                                          |                                                                            |
| 7-2-2007                                                                   | Glendale                                                                   | Stati Uniti                                                                | 2 – 0                                                                      | Messico                                                                    | Amichevole                                                                 | -                                                                          |                                                                            |
| 25-3-2007                                                                  | Tampa                                                                      | Stati Uniti                                                                | 3 – 1                                                                      | Ecuador                                                                    | Amichevole                                                                 | -                                                                          |                                                                            |
| 2-6-2007                                                                   | San Jose                                                                   | Stati Uniti                                                                | 4 – 1                                                                      | Cina                                                                       | Amichevole                                                                 | -                                                                          | cap.                                                                       |
| 7-6-2007                                                                   | Carson                                                                     | Stati Uniti                                                                | 1 – 0                                                                      | Guatemala                                                                  | Gold Cup 2007 - 1º turno                                                   | -                                                                          | cap. 77’                                                                   |
| 16-6-2007                                                                  | Foxborough                                                                 | Panama                                                                     | 1 – 2                                                                      | Stati Uniti                                                                | Gold Cup 2007 - Quarti di finale                                           | 1                                                                          | cap.                                                                       |
| 21-6-2007                                                                  | Chicago                                                                    | Stati Uniti                                                                | 2 – 1                                                                      | Canada                                                                     | Gold Cup 2007 - Semifinale                                                 | -                                                                          | cap. 28’                                                                   |
| 24-6-2007                                                                  | Chicago                                                                    | Stati Uniti                                                                | 2 – 1                                                                      | Messico                                                                    | Gold Cup 2007 - Finale                                                     | -                                                                          | cap. 9’                                                                    |
| 22-8-2007                                                                  | Göteborg                                                                   | Svezia                                                                     | 1 – 0                                                                      | Stati Uniti                                                                | Amichevole                                                                 | -                                                                          | cap. 45’ 76’                                                               |
| 9-9-2007                                                                   | Chicago                                                                    | Stati Uniti                                                                | 2 – 4                                                                      | Brasile                                                                    | Amichevole                                                                 | 1                                                                          | cap. 75’                                                                   |
| 17-10-2007                                                                 | Basilea                                                                    | Svizzera                                                                   | 0 – 1                                                                      | Stati Uniti                                                                | Amichevole                                                                 | -                                                                          | cap.                                                                       |
| 17-11-2007                                                                 | Johannesburg                                                               | Sudafrica                                                                  | 0 – 1                                                                      | Stati Uniti                                                                | Amichevole                                                                 | -                                                                          | cap. 46’                                                                   |
| 6-2-2008                                                                   | Houston                                                                    | Stati Uniti                                                                | 2 – 2                                                                      | Messico                                                                    | Amichevole                                                                 | -                                                                          | cap.                                                                       |
| 26-3-2008                                                                  | Varsavia                                                                   | Polonia                                                                    | 0 – 3                                                                      | Stati Uniti                                                                | Amichevole                                                                 | 1                                                                          | cap.                                                                       |
| 28-5-2008                                                                  | Londra                                                                     | Inghilterra                                                                | 2 – 0                                                                      | Stati Uniti                                                                | Amichevole                                                                 | -                                                                          | cap.                                                                       |
| 4-6-2008                                                                   | Santander                                                                  | Spagna                                                                     | 1 – 0                                                                      | Stati Uniti                                                                | Amichevole                                                                 | -                                                                          | cap.                                                                       |
| 14-6-2008                                                                  | Carson City                                                                | Stati Uniti                                                                | 8 – 0                                                                      | Barbados                                                                   | Qual. Mondiali 2010                                                        | -                                                                          | cap.                                                                       |
| 20-8-2008                                                                  | Città del Guatemala                                                        | Guatemala                                                                  | 0 – 1                                                                      | Stati Uniti                                                                | Qual. Mondiali 2010                                                        | 1                                                                          | cap.                                                                       |
| 6-9-2008                                                                   | L'Avana                                                                    | Cuba                                                                       | 0 – 1                                                                      | Stati Uniti                                                                | Qual. Mondiali 2010                                                        | -                                                                          | cap.                                                                       |
| 10-9-2008                                                                  | Bridgeview                                                                 | Stati Uniti                                                                | 3 – 0                                                                      | Trinidad e Tobago                                                          | Qual. Mondiali 2010                                                        | -                                                                          | cap.                                                                       |
| 11-10-2008                                                                 | Washington                                                                 | Stati Uniti                                                                | 6 – 1                                                                      | Cuba                                                                       | Qual. Mondiali 2010                                                        | -                                                                          | cap.                                                                       |
| 11-2-2009                                                                  | Columbus                                                                   | Stati Uniti                                                                | 2 – 0                                                                      | Messico                                                                    | Qual. Mondiali 2010                                                        | -                                                                          | cap.                                                                       |
| 28-3-2009                                                                  | San Salvador                                                               | El Salvador                                                                | 2 – 2                                                                      | Stati Uniti                                                                | Qual. Mondiali 2010                                                        | -                                                                          | cap.                                                                       |
| 1-4-2009                                                                   | Nashville                                                                  | Stati Uniti                                                                | 3 – 0                                                                      | Trinidad e Tobago                                                          | Qual. Mondiali 2010                                                        | -                                                                          | cap.                                                                       |
| 3-6-2009                                                                   | San José                                                                   | Costa Rica                                                                 | 3 – 1                                                                      | Stati Uniti                                                                | Qual. Mondiali 2010                                                        | -                                                                          | cap.                                                                       |
| 6-6-2009                                                                   | Chicago                                                                    | Stati Uniti                                                                | 2 – 1                                                                      | Honduras                                                                   | Qual. Mondiali 2010                                                        | 1                                                                          | cap. 71’                                                                   |
| 24-6-2009                                                                  | Bloemfontein                                                               | Spagna                                                                     | 0 – 2                                                                      | Stati Uniti                                                                | Conf. Cup 2009 - Semifinale                                                | -                                                                          | cap.                                                                       |
| 28-6-2009                                                                  | Johannesburg                                                               | Stati Uniti                                                                | 2 – 3                                                                      | Brasile                                                                    | Conf. Cup 2009 - Finale                                                    | -                                                                          | cap. 19’                                                                   |
| 12-8-2009                                                                  | Città del Messico                                                          | Messico                                                                    | 2 – 1                                                                      | Stati Uniti                                                                | Qual. Mondiali 2010                                                        | -                                                                          | cap. 45’                                                                   |
| 5-9-2009                                                                   | Sandy                                                                      | Stati Uniti                                                                | 2 – 1                                                                      | El Salvador                                                                | Qual. Mondiali 2010                                                        | -                                                                          | cap.                                                                       |
| 9-9-2009                                                                   | Port of Spain                                                              | Trinidad e Tobago                                                          | 0 – 1                                                                      | Stati Uniti                                                                | Qual. Mondiali 2010                                                        | -                                                                          | cap.                                                                       |
| 10-10-2009                                                                 | San Pedro Sula                                                             | Honduras                                                                   | 2 – 3                                                                      | Stati Uniti                                                                | Qual. Mondiali 2010                                                        | -                                                                          | cap.                                                                       |
| 14-10-2009                                                                 | Washington                                                                 | Stati Uniti                                                                | 2 – 2                                                                      | Costa Rica                                                                 | Qual. Mondiali 2010                                                        | -                                                                          | cap.                                                                       |
| 14-11-2009                                                                 | Bratislava                                                                 | Slovacchia                                                                 | 1 – 0                                                                      | Stati Uniti                                                                | Amichevole                                                                 | -                                                                          | cap. 72’                                                                   |
| 18-11-2009                                                                 | Aarhus                                                                     | Danimarca                                                                  | 3 – 1                                                                      | Stati Uniti                                                                | Amichevole                                                                 | -                                                                          | cap. 70’                                                                   |
| 3-3-2010                                                                   | Amsterdam                                                                  | Paesi Bassi                                                                | 2 – 1                                                                      | Stati Uniti                                                                | Amichevole                                                                 | 1                                                                          | cap.                                                                       |
| 29-5-2010                                                                  | Filadelfia                                                                 | Stati Uniti                                                                | 2 – 1                                                                      | Turchia                                                                    | Amichevole                                                                 | -                                                                          | cap. 75’                                                                   |
| 5-6-2010                                                                   | Johannesburg                                                               | Stati Uniti                                                                | 3 – 1                                                                      | Australia                                                                  | Amichevole                                                                 | -                                                                          | cap. 55’                                                                   |
| 12-6-2010                                                                  | Rustenburg                                                                 | Inghilterra                                                                | 1 – 1                                                                      | Stati Uniti                                                                | Mondiali 2010 - 1º turno                                                   | -                                                                          | cap.                                                                       |
| 18-6-2010                                                                  | Johannesburg                                                               | Stati Uniti                                                                | 2 – 2                                                                      | Slovenia                                                                   | Mondiali 2010 - 1º turno                                                   | -                                                                          | cap.                                                                       |
| 23-6-2010                                                                  | Pretoria                                                                   | Stati Uniti                                                                | 1 – 0                                                                      | Algeria                                                                    | Mondiali 2010 - 1º turno                                                   | -                                                                          | cap.                                                                       |
| 26-6-2010                                                                  | Rustenburg                                                                 | Ghana                                                                      | 2 – 1 dts                                                                  | Stati Uniti                                                                | Mondiali 2010 - Ottavi di finale                                           | -                                                                          | cap. 68’                                                                   |
| 10-8-2010                                                                  | Boston                                                                     | Stati Uniti                                                                | 0 – 2                                                                      | Brasile                                                                    | Amichevole                                                                 | -                                                                          | cap. 62’                                                                   |
| 9-10-2010                                                                  | Bridgeview                                                                 | Stati Uniti                                                                | 2 – 2                                                                      | Polonia                                                                    | Amichevole                                                                 | -                                                                          | cap.                                                                       |
| 26-3-2011                                                                  | East Rutherford                                                            | Stati Uniti                                                                | 1 – 1                                                                      | Argentina                                                                  | Amichevole                                                                 | -                                                                          | cap. 90’                                                                   |
| 29-3-2011                                                                  | Chicago                                                                    | Stati Uniti                                                                | 0 – 1                                                                      | Paraguay                                                                   | Amichevole                                                                 | -                                                                          | 41’                                                                        |
| 7-6-2011                                                                   | Detroit                                                                    | Stati Uniti                                                                | 2 – 0                                                                      | Canada                                                                     | Gold Cup 2011 - 1º turno                                                   | -                                                                          | cap.                                                                       |
| 11-6-2001                                                                  | Tampa                                                                      | Panama                                                                     | 2 – 1                                                                      | Stati Uniti                                                                | Gold Cup 2011 - 1º turno                                                   | -                                                                          | cap. 90’                                                                   |
| 14-6-2011                                                                  | Kansas City                                                                | Stati Uniti                                                                | 1 – 0                                                                      | Guadalupa                                                                  | Gold Cup 2011 - 1º turno                                                   | -                                                                          | cap.                                                                       |
| 19-6-2011                                                                  | Washington                                                                 | Stati Uniti                                                                | 2 – 0                                                                      | Giamaica                                                                   | Gold Cup 2011 - Quarti di finale                                           | -                                                                          | cap.                                                                       |
| 22-6-2011                                                                  | Houston                                                                    | Stati Uniti                                                                | 1 – 0                                                                      | Panama                                                                     | Gold Cup 2011 - Semifinale                                                 | -                                                                          | cap. 68’                                                                   |
| 25-6-2011                                                                  | Pasadena                                                                   | Messico                                                                    | 4 – 2                                                                      | Stati Uniti                                                                | Gold Cup 2011 - Finale                                                     | 1                                                                          | cap.                                                                       |
| 10-8-2011                                                                  | Baltimora                                                                  | Stati Uniti                                                                | 1 – 1                                                                      | Messico                                                                    | Amichevole                                                                 | -                                                                          | cap.                                                                       |
| 2-9-2011                                                                   | Carson City                                                                | Stati Uniti                                                                | 0 – 1                                                                      | Costa Rica                                                                 | Amichevole                                                                 | -                                                                          | cap.                                                                       |
| 6-9-2011                                                                   | Bruxelles                                                                  | Belgio                                                                     | 1 – 0                                                                      | Stati Uniti                                                                | Amichevole                                                                 | -                                                                          | cap.                                                                       |
| 9-10-2011                                                                  | East Rutherford                                                            | Stati Uniti                                                                | 1 – 0                                                                      | Honduras                                                                   | Amichevole                                                                 | -                                                                          | cap. 45’                                                                   |
| 12-10-2011                                                                 | Harrison                                                                   | Stati Uniti                                                                | 0 – 1                                                                      | Ecuador                                                                    | Amichevole                                                                 | -                                                                          | cap. 62’ 72’                                                               |
| 11-11-2011                                                                 | Parigi                                                                     | Francia                                                                    | 1 – 0                                                                      | Stati Uniti                                                                | Amichevole                                                                 | -                                                                          | cap.                                                                       |
| 15-11-2011                                                                 | Lubiana                                                                    | Slovenia                                                                   | 2 – 3                                                                      | Stati Uniti                                                                | Amichevole                                                                 | -                                                                          | cap. 90’                                                                   |
| 29-2-2012                                                                  | Genova                                                                     | Italia                                                                     | 0 – 1                                                                      | Stati Uniti                                                                | Amichevole                                                                 | -                                                                          | cap. 68’                                                                   |
| 26-5-2012                                                                  | Jacksonville                                                               | Stati Uniti                                                                | 5 – 1                                                                      | Scozia                                                                     | Amichevole                                                                 | -                                                                          | cap. 29’ 63’                                                               |
| 30-5-2012                                                                  | East Rutherford                                                            | Stati Uniti                                                                | 1 – 4                                                                      | Brasile                                                                    | Amichevole                                                                 | -                                                                          | cap.                                                                       |
| 3-6-2012                                                                   | Toronto                                                                    | Canada                                                                     | 0 – 0                                                                      | Stati Uniti                                                                | Amichevole                                                                 | -                                                                          | cap. 62’                                                                   |
| 8-6-2012                                                                   | East Rutherford                                                            | Stati Uniti                                                                | 3 – 1                                                                      | Antigua e Barbuda                                                          | Qual. Mondiali 2014                                                        | 1                                                                          | cap.                                                                       |
| 12-6-2012                                                                  | Città del Guatemala                                                        | Guatemala                                                                  | 1 – 1                                                                      | Stati Uniti                                                                | Qual. Mondiali 2014                                                        | -                                                                          | cap.                                                                       |
| 11-9-2012                                                                  | Columbus                                                                   | Stati Uniti                                                                | 1 – 0                                                                      | Giamaica                                                                   | Qual. Mondiali 2014                                                        | -                                                                          | cap.                                                                       |
| 12-10-2012                                                                 | Antigua e Barbuda                                                          | Antigua e Barbuda                                                          | 1 – 2                                                                      | Stati Uniti                                                                | Qual. Mondiali 2014                                                        | -                                                                          | cap.                                                                       |
| 16-10-2012                                                                 | Kansas City                                                                | Stati Uniti                                                                | 3 – 1                                                                      | Guatemala                                                                  | Qual. Mondiali 2014                                                        | 1                                                                          | cap.                                                                       |
| 14-11-2012                                                                 | Krasnodar                                                                  | Russia                                                                     | 2 – 2                                                                      | Stati Uniti                                                                | Amichevole                                                                 | -                                                                          | cap. 18’                                                                   |
| Totale                                                                     |                                                                            | Presenze                                                                   | 110                                                                        |                                                                            | Reti                                                                       | 14                                                                         |                                                                            |

## Palmarès

### Competizioni nazionali
- U.S. Open Cup: 2

Chicago Fire: 2000, 2003

### Nazionale
- Gold Cup: 2

2002, 2007

### Individuale
- MLS Best XI: 2

2002, 2003